# 正田樹
正田 樹（しょうだ いつき、1981年11月3日 - ）は、群馬県太田市出身の元プロ野球選手（投手）、野球指導者。左投左打。

## 経歴

### プロ入り前
太田市立北中学校では軟式野球部の投手兼一塁手を務めていた。桐生第一高校に進み、3年時には第81回全国高等学校野球選手権大会に出場。エースとして3完封の活躍を果たし、群馬代表として初となる全国選手権優勝に貢献。高校では1学年上のエースに小林正人、1学年下に一場靖弘と大廣翔治がおり、小林と一場がエースだった年も夏の甲子園に出場しているが、ともに初戦で敗れている。
1999年のドラフト会議で日本ハムファイターズから1位指名を受けて入団。

### 日本ハム時代
2000年は監督の大島康徳に一軍で起用され、同年のフレッシュオールスターゲームでは、1歳上の同僚實松一成と共にイースタン・リーグ選抜の先発バッテリーを務め、ウエスタン・リーグ選抜の先発投手で同じ1位指名の高卒新人左腕河内貴哉と投げ合った。この年は日本ハムの商品「ナポリピザ」のCMにも起用されていた。
2001年は8月7日の大阪近鉄バファローズ戦でプロ入り初先発するが、2回0/3を3失点で降板し（勝敗つかず）、登板はこの1試合のみだった。
2002年は課題だった制球難を克服し、5月3日の対福岡ダイエーホークス戦では松中信彦に通算100本塁打となるソロ本塁打を打たれるも、その1失点のみに抑える完投勝利でプロ初勝利を挙げた。9勝11敗、防御率3.45（リーグ7位）の成績を残し、パ・リーグの新人王を獲得。
2003年は27イニング連続無失点を記録したものの、春季キャンプで発症した左肩痛の影響もあり5勝15敗に終わった。
2004年は防御率5.00を記録するなど好不調の波が激しく登板数も17試合だったが8勝を挙げ、チームの4年ぶりAクラスとなる3位に入り、プレーオフ進出に貢献した。だが、プレーオフでは登板機会はなかった。
2005年は3月29日の西武ライオンズ戦で6回2/3を4失点ながらもシーズン初勝利を挙げるが、以後は制彩を欠いた投球が続き、シーズン途中で登録を抹消された。最終成績は12試合で2勝6敗、防御率6.27に終わった。
2006年はチームは25年ぶりのリーグ優勝、44年ぶりの日本一、アジア一に輝いたものの、一軍登板なしに終わり、二軍（イースタン・リーグ）でも防御率5点台と結果を出せなかった。

### 阪神時代
2007年シーズン開幕直前の3月20日に金澤健人との交換トレードで阪神タイガースへ移籍した。
移籍初年度の2007年と2008年は一軍登板はなく、10月2日に戦力外通告を受けた。その後12球団合同トライアウトに参加したが、獲得する国内球団はなかった。この時期の様子は、TBSテレビの年末番組『プロ野球戦力外通告・クビを宣告された男達』で取り上げられた。

### 台湾時代
2009年1月14日に中華職業棒球大聯盟（CPBL）球団の入団テストを受けるため台湾に渡り、興農ブルズのキャンプに参加。1月23日、仮契約に至った。しかし、野球賭博の影響による球団数減少によって投手陣が充実した興農が、即戦力の先発ローテーション投手のみを採用する方針としたため、1月中に予定されていた最終テストの合否判定は延期されて、最終的に入団テストに合格したのは開幕直前の3月上旬であった。3月29日の対La Newベアーズ戦で開幕投手を務めるが、1/3回、打者8人に対し4安打3四球の7失点で降板した。しかし、次の登板の4月4日には同じLa Newを7奪三振の無四球で6回無失点に抑えた。その後はシーズンを通して先発ローテーションの一角を担い、27試合（うち先発25試合）に登板し、防御率4.44, 14勝6敗、奪三振115の成績で勝投王（最多勝利）と三振王（最多奪三振）のタイトルを獲得した。
オフの11月から12月にかけてドミニカ共和国のウィンターリーグであるリーガ・デ・ベイスボル・プロフェシオナル・デ・ラ・レプブリカ・ドミニカーナ(LIDOM)のヒガンテス・デル・シバオでプレー。メジャーリーグベースボール(MLB)のスカウトを待ったが、オファーは無く、2010年も興農でプレーすることになった。
2010年は2年連続となる興農の開幕投手を務めた。32試合に登板し、11勝5敗、防御率2.81。リリーフとしての起用が増えたため、勝ち数は減ったが登板数は増えた。前年4点台だった防御率は2点台と改善されている。成績は尻上がりに向上し9月・10月期は6試合（うち先発5試合）に登板し、34イニングを投げて3勝1敗、防御率0.794で月間MVPを獲得した。同年に興農に入団した高津臣吾と同一試合で投げることも多く、中継ぎの沈鈺傑らとともに5年ぶりの半季リーグ優勝に貢献した。しかし、11月23日、興農から翌シーズンの契約を結ばないという通告を受けたことが本人のブログにて報告された。チームが経営難であり外国人選手と契約を結ばないという方針が出されたことによるものであった。11月に複数のMLB球団が参加するトライアウトに挑戦した。

### BCリーグ・新潟時代
2011年2月13日にボストン・レッドソックスとマイナー契約を結び、スプリングトレーニングに招待選手として参加した。シーズン開幕前の3月29日に解雇された。4月8日に独立リーグである北信越ベースボール・チャレンジ・リーグ（現・ベースボール・チャレンジ・リーグ）の新潟アルビレックスBCに入団。前年まで興農で共にプレーしていた高津と再び同じチームでプレーすることになった。記者会見で「野球が出来ることが一番です」と語っている。
同年はシーズンインの準備が遅れた影響で前期日程は0勝4敗防御率3.72の成績であったが、後期は調子を挙げ最終的には年間通して23試合に登板し、3勝5敗1セーブ防御率3.00でチームの後期優勝に貢献し、更に地区チャンピオンシップでも好投し地区優勝に貢献した。

### ヤクルト時代

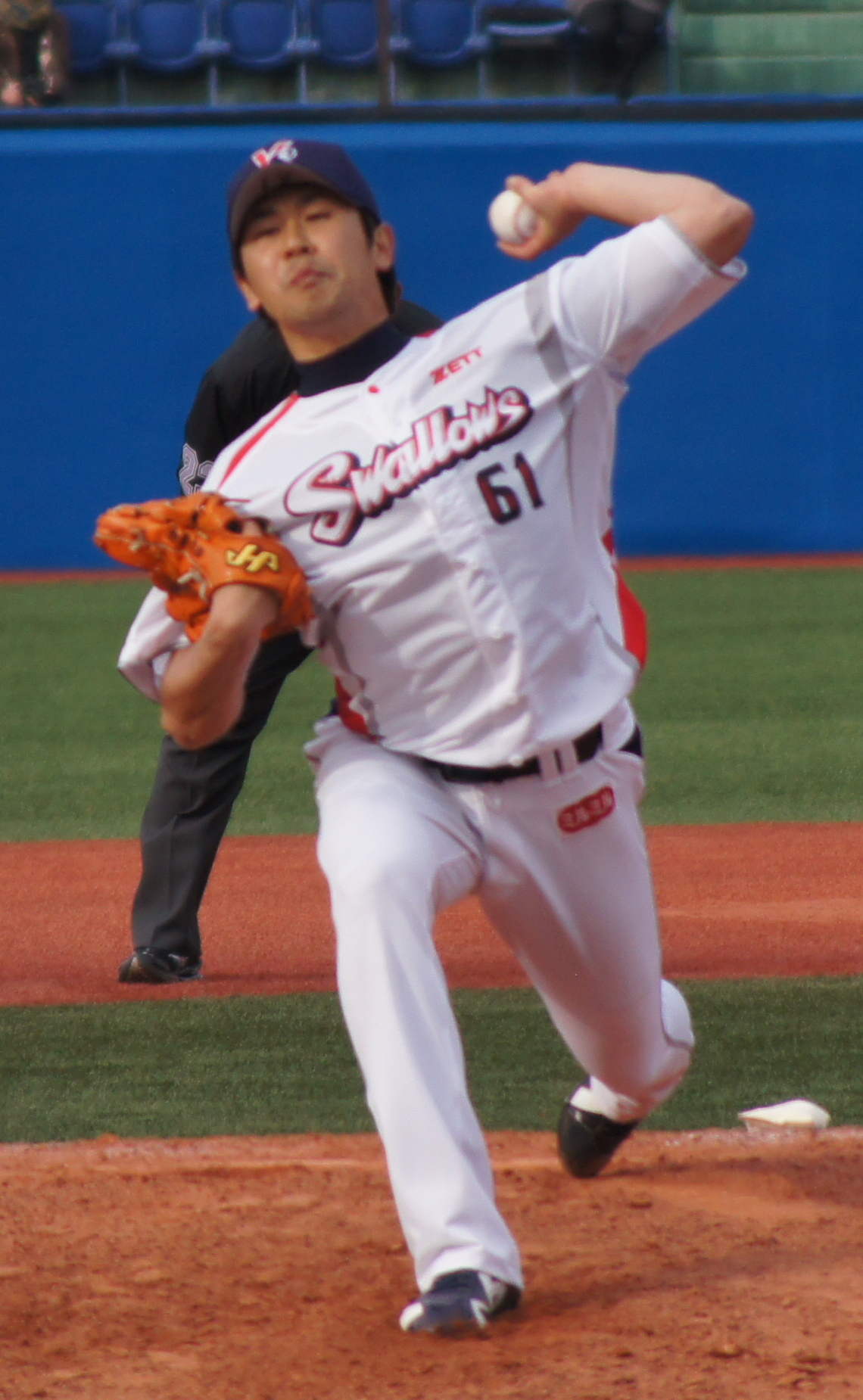
ヤクルト時代
（2012年3月16日 明治神宮野球場）

2011年11月24日に、東京ヤクルトスワローズが正田と入団で合意したことを発表した、12月1日に年俸800万円（推定年俸）で正式に契約。4年ぶりにNPBへ復帰した。独立リーグからNPBへ復帰したプロ野球選手としては、山田秋親に次いで2人目であった。
2012年は一軍の春季キャンプ（沖縄県浦添市）に選ばれると、6月8日の対千葉ロッテマリーンズ戦で7年ぶりにNPBの一軍公式戦へ登板した。シーズン通算では、ビハインドでの場面を中心に、24試合の登板で3ホールドを記録した。シーズン終了後の12月4日には、推定年俸1100万円で契約を更改した。
2013年は救援で登板した5月17日の対ロッテ戦（神宮）において、公式戦では自身8年（2952日）ぶりの勝利を挙げた。一時はセットアッパーに起用されることもあった。最終的に15試合の登板にとどまり、10月8日に球団から戦力外通告を受けた。11月10日に第1回12球団合同トライアウトに参加すると、打者4人（大平成一、細山田武史、山本大明、工藤隆人）への投球で、被安打1、1奪三振、2内野ゴロという結果を残した。

### 台湾球界復帰
2014年1月20日にCPBLのLamigoモンキーズと契約。背番号は75。4年ぶりにCPBLに復帰した。開幕から登板試合で相次いで打ち込まれたことから、5月12日に解雇された。公式戦の成績は、2勝2敗、被打率.331、防御率4.80であった。

### 独立リーグ・愛媛時代
2014年5月30日に四国アイランドリーグplusの愛媛マンダリンパイレーツに入団した。愛媛入団のきっかけは、前ヤクルトコーチでこの年から愛媛のコーチに就任した加藤博人からの誘いだったという。6月より登板し、前期最終戦の対香川オリーブガイナーズ戦でリーグ初勝利。後期は先発として定着し、通算7勝2敗、防御率1.02で最優秀防御率のタイトルとリーグの後期MVPを獲得した。
2015年4月に四国アイランドリーグplusの月間MVPに選ばれた。シーズン通算で7勝3敗、防御率0.74を記録し、2年連続となる最優秀防御率を獲得した。また、リーグが6月に実施した北米遠征には、選抜チームのメンバーとして参加した。この年愛媛は初の年間総合優勝を達成し、かつての所属チームである新潟と対戦したグランドチャンピオンシップでは第1戦と第4戦に先発、前者は敗戦投手となり、後者はチームは勝利したが勝利投手とはならなかった。シーズン終了後にリーグ年間MVPへ選出された。愛媛ではフォークボールを習得したという。自身3度目となる12球団合同トライアウト（11月10日に草薙球場で開催）に参加、3人の打者に安打を許さなかったものの、NPB復帰には至らなかった。しかし、現役を続行する意向を表明した。
2016年は7勝4敗で防御率2.61だった。愛媛はリーグ連覇を達成して群馬ダイヤモンドペガサスとのグランドチャンピオンシップに出場、正田は第2戦と第3戦の先発、第5戦の中継ぎで登板し、第3戦の敗戦投手となっている。この年は12球団合同トライアウトに参加しなかった。トライアウトに出なかった理由について正田は取材に対して「選手としてはできれば、ああいう場では受けたくない。それならば前回（NPBに）戻ったときのようにトライアウト前の段階で必要とされる選手にならないといけないと思う」とコメントし、「やっぱりNPBでもう一度やりたい。自分の体が動く限りは」と述べている。
2017年は2015年以来3度目の最優秀防御率を獲得した。
2021年11月11日に翌年から選手兼任で投手コーチに就任することが発表された。
2022年は開幕時点では選手のみの登録で、3月30日に選手登録を抹消してコーチ専任となり（練習生にはなっていない）、その後も選手登録時にはコーチから外れ、コーチ就任時には選手登録を抹消することが繰り返されており、「選手か専任コーチ」という待遇になっている。11月24日に翌年も選手兼投手コーチとして留任することが発表された。
2023年は開幕直前における選手登録では「コーチ兼選手」の肩書きだが、コーチのみの登録となっている。4月14日に選手登録されると、前年同様リスト上は選手の欄にのみ名前が記載された。4月26日に再度選手抹消となった際、登録リストにはコーチではなく、「トレーナー」と記された。5月5日に選手登録に復帰（コーチ登録なし）したが、5月24日に選手登録を再度抹消されると登録はコーチとなり、前期終了までそのままだった。後期開始時には選手登録がない状態で「コーチ兼投手」と記され、7月21日から28日まで選手登録（「コーチ兼投手」はなし）された時以外はその状態だった。
11月6日に今シーズン限りでの現役引退が発表され、11日のヤクルト二軍との練習試合後に坊っちゃんスタジアムでの引退記者会見実施をあわせて明らかにした。正田は同日の試合に「引退登板」することが11月8日に発表された。会見に先立つ11月7日にかつて所属したヤクルトの二軍投手コーチに就任することが発表された。11月11日のヤクルト二軍との練習試合では予告通り先発登板し、先頭打者の並木秀尊を投手ゴロに打ち取ってマウンドを降りた。降板時には監督の弓岡敬二郎から花束を贈られ、試合後の記者会見で「一人ではこういう野球人生は送れなかった。最高の終わり方ができた」とコメントした。
12月8日に愛媛県知事の中村時広を表敬訪問した際、「愛媛県のスポーツ振興に大きく貢献した」という理由により、「愛顔のえひめ文化・スポーツ賞」の特別賞を授与された。

### 現役引退後
事前の報道通り、2024年から東京ヤクルトスワローズ2軍投手コーチを務めている。

## プレースタイル
スライダー、スクリューボールや速球と変わらないフォームから繰り出す落差の大きいカーブが最大の武器。

## 人物
2022年の報道では愛媛で結婚した妻と子供がいる。2023年11月の引退登板時には球場を訪れて、マウンドから降りる正田を迎えた。

## 詳細情報

### 年度別投手成績
| 年 度     | 球 団     | 登 板 | 先 発 | 完 投 | 完 封 | 無 四 球 | 勝 利 | 敗 戦 | セ 丨 ブ | ホ 丨 ル ド | 勝 率 | 打 者 | 投 球 回 | 被 安 打 | 被 本 塁 打 | 与 四 球 | 敬 遠 | 与 死 球 | 奪 三 振 | 暴 投 | ボ 丨 ク | 失 点 | 自 責 点 | 防 御 率 | W H I P |
| --------- | --------- | ----- | ----- | ----- | ----- | -------- | ----- | ----- | -------- | ----------- | ----- | ----- | -------- | -------- | ----------- | -------- | ----- | -------- | -------- | ----- | -------- | ----- | -------- | -------- | ------- |
| 2000      | 日本ハム  | 5     | 0     | 0     | 0     | 0        | 0     | 0     | 0        | --          | ----  | 32    | 6.0      | 11       | 0           | 3        | 0     | 0        | 4        | 0     | 0        | 3     | 3        | 4.50     | 2.33    |
| 2001      | 日本ハム  | 1     | 1     | 0     | 0     | 0        | 0     | 0     | 0        | --          | ----  | 14    | 2.0      | 1        | 1           | 6        | 0     | 0        | 3        | 0     | 0        | 3     | 2        | 9.00     | 3.50    |
| 2002      | 日本ハム  | 23    | 23    | 5     | 2     | 0        | 9     | 11    | 0        | --          | .450  | 639   | 156.2    | 145      | 12          | 37       | 0     | 6        | 90       | 6     | 3        | 66    | 60       | 3.45     | 1.17    |
| 2003      | 日本ハム  | 26    | 26    | 1     | 1     | 0        | 5     | 15    | 0        | --          | .250  | 604   | 134.0    | 152      | 21          | 66       | 0     | 5        | 60       | 7     | 0        | 94    | 86       | 5.78     | 1.63    |
| 2004      | 日本ハム  | 17    | 17    | 0     | 0     | 0        | 8     | 5     | 0        | --          | .615  | 411   | 86.1     | 102      | 10          | 57       | 0     | 2        | 51       | 4     | 0        | 64    | 48       | 5.00     | 1.85    |
| 2005      | 日本ハム  | 12    | 12    | 0     | 0     | 0        | 2     | 6     | 0        | 0           | .250  | 288   | 60.1     | 79       | 8           | 36       | 0     | 0        | 31       | 5     | 0        | 49    | 42       | 6.27     | 1.91    |
| 2009      | 興農      | 27    | 25    | 3     | 0     | 0        | 14    | 6     | 0        | 0           | .700  | 687   | 158.0    | 191      | 10          | 36       | 0     | 2        | 115      | 4     | 0        | 87    | 78       | 4.44     | 1.44    |
| 2010      | 興農      | 32    | 24    | 1     | 0     | 0        | 11    | 5     | 0        | 1           | .688  | 693   | 166.1    | 167      | 9           | 33       | 2     | 5        | 116      | 3     | 0        | 65    | 52       | 2.81     | 1.24    |
| 2012      | ヤクルト  | 24    | 0     | 0     | 0     | 0        | 0     | 0     | 0        | 3           | ----  | 108   | 25.1     | 31       | 0           | 5        | 0     | 2        | 14       | 0     | 1        | 9     | 8        | 2.84     | 1.42    |
| 2013      | ヤクルト  | 15    | 0     | 0     | 0     | 0        | 1     | 1     | 0        | 1           | .500  | 63    | 15.2     | 16       | 2           | 1        | 0     | 2        | 10       | 0     | 0        | 6     | 5        | 2.87     | 1.09    |
| 2014      | Lamigo    | 8     | 8     | 0     | 0     | 0        | 2     | 2     | 0        | 0           | .500  | 182   | 39.1     | 55       | 0           | 12       | 0     | 2        | 14       | 4     | 0        | 29    | 21       | 4.80     | 1.70    |
| NPB：8年  | NPB：8年  | 123   | 79    | 6     | 3     | 0        | 25    | 38    | 0        | 4           | .397  | 2159  | 486.1    | 537      | 54          | 211      | 0     | 17       | 263      | 22    | 4        | 294   | 254      | 4.70     | 1.54    |
| CPBL：3年 | CPBL：3年 | 67    | 57    | 4     | 0     | 0        | 27    | 13    | 0        | 1           | .675  | 1562  | 363.2    | 413      | 19          | 81       | 2     | 9        | 245      | 11    | 0        | 181   | 151      | 3.74     | 1.36    |

- 各年度の太字はリーグ最高

### 独立リーグでの投手成績
| 年 度    | 球 団    | 登 板 | 完 投 | 勝 利 | 敗 戦 | セ 丨 ブ | 勝 率 | 打 者 | 投 球 回 | 被 安 打 | 被 本 塁 打 | 与 四 球 | 与 死 球 | 奪 三 振 | 暴 投 | ボ 丨 ク | 失 点 | 自 責 点 | 防 御 率 |
| -------- | -------- | ----- | ----- | ----- | ----- | -------- | ----- | ----- | -------- | -------- | ----------- | -------- | -------- | -------- | ----- | -------- | ----- | -------- | -------- |
| 2011     | 新潟     | 23    | 0     | 3     | 5     | 1        | .375  | 252   | 63.0     | 61       | 3           | 8        | 1        | 45       | 1     | 0        | 27    | 21       | 3.00     |
| 2014     | 愛媛     | 14    | 0     | 7     | 2     | 0        | .778  | 311   | 79.2     | 54       | 1           | 18       | 8        | 72       | 0     | 0        | 14    | 9        | 1.02     |
| 2015     | 愛媛     | 13    | 5     | 7     | 3     | 0        | .700  | 370   | 96.2     | 68       | 1           | 15       | 3        | 98       | 1     | 0        | 17    | 8        | 0.74     |
| 2016     | 愛媛     | 14    | 2     | 7     | 4     | 0        | .636  | 383   | 93.0     | 88       | 0           | 15       | 9        | 53       | 6     | 0        | 34    | 27       | 2.61     |
| 2017     | 愛媛     | 36    | 0     | 1     | 1     | 6        | .500  | 203   | 52.0     | 44       | 2           | 6        | 2        | 39       | 2     | 0        | 14    | 8        | 1.38     |
| 2018     | 愛媛     | 24    | 2     | 2     | 5     | 5        | .286  | 324   | 79.1     | 76       | 1           | 12       | 3        | 59       | 3     | 0        | 26    | 17       | 1.93     |
| 2019     | 愛媛     | 15    | 7     | 7     | 5     | 0        | .583  | 439   | 109.0    | 99       | 1           | 18       | 11       | 54       | 2     | 0        | 33    | 29       | 2.39     |
| 2020     | 愛媛     | 16    | 7     | 5     | 5     | 0        | .500  | 452   | 108.0    | 115      | 2           | 18       | 9        | 48       | 3     | 0        | 38    | 29       | 2.42     |
| 2021     | 愛媛     | 11    | 0     | 1     | 8     | 0        | .111  | 296   | 62.2     | 93       | 3           | 15       | 5        | 40       | 3     | 0        | 45    | 33       | 4.74     |
| 2022     | 愛媛     | 9     | 0     | 4     | 1     | 0        | .800  | 188   | 46.0     | 44       | 1           | 11       | 1        | 30       | 2     | 0        | 15    | 15       | 2.93     |
| 2023     | 愛媛     | 6     | 0     | 2     | 4     | 0        | .333  | 121   | 26.0     | 32       | 0           | 10       | 3        | 15       | 1     | 0        | 17    | 17       | 5.88     |
| BCL：1年 | BCL：1年 | 23    | 0     | 3     | 5     | 1        | .375  | 252   | 63.0     | 61       | 3           | 8        | 1        | 45       | 1     | 0        | 27    | 21       | 3.00     |
| IL：10年 | IL：10年 | 158   | 23    | 43    | 38    | 11       | .531  | 3087  | 752.1    | 713      | 12          | 138      | 54       | 508      | 22    | 0        | 253   | 192      | 2.30     |

- 2023年度シーズン終了時
- 各年度の太字はリーグ最高

### タイトル
CPBL
- 最多勝利：1回（2009年）
- 最多奪三振：1回（2009年）

### 表彰
NPB
- 新人王（2002年）

CPBL
- 月間MVP：3回（2009年10月、2010年9月・10月）

四国IL
- 最優秀防御率：3回（2014年、2015年、2017年）
- 後期MVP：1回（2014年）[70]
- 年間MVP：1回（2015年）

### 記録
NPB
- 初登板：2000年8月6日、対福岡ダイエーホークス21回戦（いわきグリーンスタジアム）、5回表に4番手で救援登板、1回無失点
- 初奪三振：2000年8月10日、対大阪近鉄バファローズ21回戦（大阪ドーム）、6回裏に鷹野史寿から
- 初先発登板：2001年8月7日、対大阪近鉄バファローズ17回戦（大阪ドーム）、2回0/3を3失点
- 初勝利・初先発勝利・初完投勝利：2002年5月3日、対福岡ダイエーホークス6回戦（東京ドーム）、9回1失点
- 初完封勝利：2002年6月22日、対福岡ダイエーホークス14回戦（香川県営野球場）
- 初ホールド：2012年6月24日、対読売ジャイアンツ11回戦（東京ドーム）、11回裏に4番手で救援登板、1/3回無失点

### 背番号
- 28（2000年 - 2006年）
- 20（2007年 - 2008年）
- 75（2009年 - 2011年、2014年 - 2023年）
- 61（2012年 - 2013年）
- 81（2024年 - ）